# Hrabstwo Morgan (Kolorado)
Hrabstwo Morgan (ang. Morgan County) – hrabstwo w stanie Kolorado w Stanach Zjednoczonych. Hrabstwo zajmuje powierzchnię 3349 km². Według szacunków United States Census Bureau w roku 2010 liczyło 28 159 mieszkańców. Siedzibą administracyjną hrabstwa jest Fort Morgan.

## Miasta
- Brush
- Fort Morgan
- Hillrose
- Log Lane Village
- Wiggins

## CDP
- Blue Sky
- Jackson Lake
- Morgan Heights
- Orchard
- Saddle Ridge
- Snyder
- Trail Side
- Weldona